# Oenone Wood
Oenone Wood, née le 24 septembre 1980 à Newcastle en Nouvelle-Galles du Sud est une cycliste australienne. Ayant commencé le cyclisme à 20 ans, elle évolue au niveau international à partir de 2003 puis remporte la Coupe du monde de cyclisme sur route en 2004 et 2005. Cette année-là, elle est également numéro une mondiale, et troisième du championnat du monde. Elle arrête sa carrière à la fin de l'année 2008.

## Biographie

### Jeunesse et découverte du cyclisme
Oenone Wood naît le 24 septembre 1980 à Newcastle en Nouvelle-Galles du Sud. Elle grandit à Mullumbimby, à Taree, ainsi qu'aux Pays-Bas, où elle a de la famille et vit sept mois de son adolescence, à seize ans,. Après avoir terminé l'enseignement secondaire (high school) à Newcastle, elle intègre l'Australian Defence Force à Canberra, où elle se prépare à devenir ingénieur électricien. Elle y passe cinq ans, avant de se concentrer sur sa carrière cycliste.
Elle pratique de nombreux sports dans son enfance. Elle fait du triathlon pendant quatre ans avant de se tourner vers le cyclisme à vingt ans. Elle dispute quelques courses, puis commence à s'entraîner avec Kim Palmer. Après sa première année, elle intègre l’ACT Academy of Sport, centre d'entraînement du Territoire de la capitale australienne (ACT). Aux championnats d'Australie, elle est quatrième de la course en ligne et cinquième du contre-la-montre en 2001, puis sixième du contre-la-montre et neuvième de la course en ligne en 2002. Cette année-là, elle passe trois mois en Europe avec l'équipe de l'Australian Institute of Sport.

### Première saison internationale en 2003
En 2003, elle devient élève à plein temps de l'Australian Institute of Sport (AIS). Après deux podiums aux championnats nationaux en début d'année (deuxième de la course en ligne, troisième du contre-la-montre), elle dispute avec l'équipe de l'AIS des courses du calendrier international. Elle gagne le Grand Prix Cavrie, en Italie, et une étape du Trophée d'or, en France. Elle prend la troisième place finale de cette course, en aidant sa coéquipière Olivia Gollan à s'imposer. En Coupe du monde, elle se classe notamment sixième de la Primavera Rosa, puis troisième de la Flèche wallonne. Elle est également quatrième du Tour de Toscane, septième du Tour de Castille et Leon, quatorzième et troisième meilleure jeune du Tour d'Italie. Elle obtient sa première sélection en équipe nationale aux championnats du monde sur route. Elle y est 28e de la course en ligne. À l'issue de cette première saison internationale, elle est 18e du classement UCI.

### 2004-2005: deux victoires en Coupe du monde

#### 2004
Oenone Wood commence l'année 2004 en gagnant douze courses en deux mois en Australie, dont notamment les championnats d'Australie sur route et contre-la-montre, le Geelong Tour et la Geelong World Cup, première manche de la Coupe du monde. En mars, après avoir gagné le Trofeo Citta di Rosignano, elle se classe troisième de la Primavera Rosa, deuxième manche de la coupe du monde, dont elle reste leader. Elle est ensuite deuxième du Gran Premio Castilla y Leon, huitième du Tour des Flandres et sixième de la Flèche wallonne, les trois manches suivantes. En mai, elle gagne le Souvenir Magali Pache, une course contre-la-montre, puis conserve sa première place au classement général de la Coupe du monde après s'être classée 44e à Montréal. Elle dispute ensuite trois courses à étapes. Elle se classe quatorzième du Tour du Trentin-Haut-Adige-Tyrol du Sud, puis quatrième du Tour d'Italie, dont elle gagne la première étape, et neuvième du Tour de Thuringe.

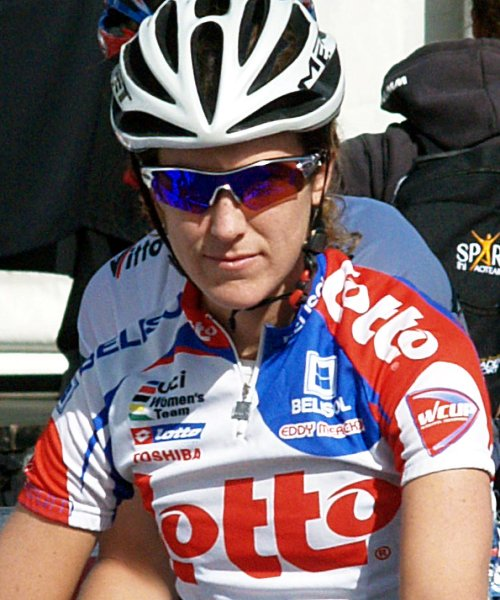
Sara Carrigan est championne olympique avec l'aide d'Oenone Wood

En août, l'équipe d'Australie lors de la course en ligne des Jeux olympiques d'Athènes est composée d'Oenone Wood, Olivia Gollan et Sara Carrigan. Wood aide cette dernière à gagner la course et prend la quatrième place, battue pour la médaille de bronze par Olga Slyusareva. Trois jours plus tard, elle représente l'Australie au contre-la-montre, dont elle prend la sixième place.
De retour des Jeux olympiques, Oenone Wood dispute les trois dernières manches de la Coupe du monde. Troisième du Grand Prix de Plouay fin août, puis cinquième du Lowland International Rotterdam Tour une semaine plus tard, elle occupe alors toujours la première place du classement. Son avance de 99 points ne lui permet pas encore d'être vainqueur : la dernière épreuve, le Tour de Nuremberg, délivre 150 points à sa lauréate, contre 75 pour les autres manches. Petra Rossner, déjà vainqueur à Rotterdam, s'impose au sprint à Nuremberg, devant Angela Brodtka et Oenone Wood. Ce résultat permet à celle-ci de gagner la Coupe du monde 2004, avec 41 points d'avance sur Rossner et 105 sur Brodtka. Elle est la deuxième Australienne au palmarès de cette compétition, après Anna Millward.
Trois jours après ce succès, elle prend le départ du Tour de Toscane, en préparation des championnats du monde,. Ces derniers ont lieu à Vérone, en Italie. Oenone Wood y dispute les deux compétitions : elle est d'abord neuvième du contre-la-montre, puis treizième de la course en ligne. À l'issue de cette saison, elle est troisième au classement UCI, derrière Judith Arndt et Mirjam Melchers.

#### 2005

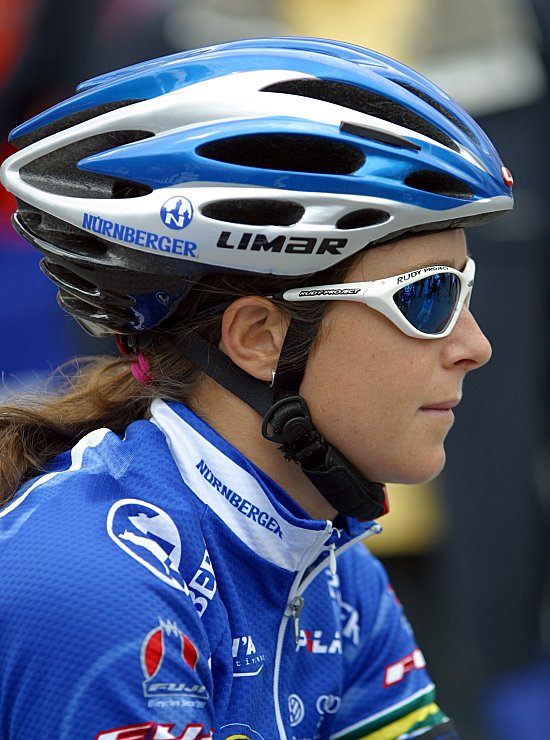
Oenone Wood au Tour de Thuringe 2005

En 2005, Oenone Wood est recrutée pour deux ans par l'équipe professionnelle allemande Nürnberger Versicherung, première au classement UCI par équipes, et dont est notamment membre Judith Arndt, numéro 1 mondiale. Olivia Gollan, coéquipière de Wood en 2003 et 2004, est également recrutée par Nürnberger Versicherung. Wood commence la saison avec des victoires au championnat d'Australie du contre-la-montre, au Geelong Tour. Elle est deuxième de la Geelong World Cup, première manche de la Coupe du monde, derrière Rochelle Gilmore. La deuxième manche a lieu la semaine suivante en Nouvelle-Zélande : Wood y est quatrième et prend la tête de la Coupe du monde. Elle conserve cette première place au classement général à son retour en Europe en arrivant troisième de la Primavera Rosa. Début avril, elle fait partie du groupe de coureuses qui sortent par erreur du parcours du Tour des Flandres et ne sont pas classées. Elle perd de ce fait la première place de la Coupe du monde au profit de Mirjam Melchers, vainqueur du Tour des Flandres. Elle retrouve sa place de leader deux semaines plus tard en se classant deuxième de la Flèche wallonne derrière Nicole Cooke. La Suédoise Susanne Ljungskog passe devant elle au début du mois de mai en gagnant le Gran Premio Castilla y Leon, dont elle prend la cinquième place. La semaine suivante, Wood prend le départ du Tour de l'Aude, considérée comme la principale course à étapes du calendrier. Elle en gagne le classement par points et trois étapes. À la fin du mois, Wood retrouve la première place de la Coupe du monde en se classant deuxième à Montréal, derrière Geneviève Jeanson. Elle remporte ensuite deux étapes et le classement général du Tour du Grand Montréal. Après avoir participé au Tour d'Italie et au Tour de Thuringe en juillet, elle retrouve la Coupe du monde en août, au Grand Prix de Galles. Troisième de cette course puis sixième à Plouay et quatorzième à Rotterdam, elle compte 25 points d'avance sur Susanne Ljungskog avant la dernière épreuve, le Tour de Nuremberg, dont les points sont doublés, comme l'année précédente. Giorgia Bronzini remporte cette course au sprint devant Rochelle Gilmore et Oenone Wood, qui devance donc ses concurrentes pour le classement final de la Coupe du monde,. Elle est la première lauréate de deux coupes du monde consécutives, et également la première à s'y imposer sans gagner l'une des courses qui la composent. Fin septembre, Oenone Wood participe aux championnats du monde sur route. Elle y est quatorzième du contre-la-montre et obtient la médaille de bronze de la course en ligne, derrière Regina Schleicher et Nicole Cooke.
À la fin de cette année 2005, Oenone Wood est en tête du classement UCI. Elle en a occupé la première place en mars, a reculé à la deuxième place en avril, puis n'a plus quitté la tête de mai à la fin de l'année. Elle devance Ljungskog et Arndt. L'équipe Nürnberger Versicherung est première au classement par équipes.

### 2006: deux médailles aux Jeux du Commonwealth
En début d'année 2006, Oenone Wood est cinquième du championnat d'Australie du contre-la-montre, troisième de la course en ligne, puis gagne pour la troisième fois le Geelong Tour. Lors de la Geelong World Cup, elle attaque dans la dernière côte, puis est rattrapée à deux kilomètres de l'arrivée. Elle est finalement 41e de la course. Elle est ensuite deuxième de la Wellington World Cup, deuxième manche de la coupe du monde.
En mars, Oenone Wood participe aux Jeux du Commonwealth. Les Australiennes y réalisent un triplé lors du contre-la-montre : Wood s'impose devant Kathryn Watt et Sara Carrigan. Cinq jours plus tard, elle est médaillée d'argent de la course en ligne, remportée par Natalie Bates. Au mois d'avril, elle est classée 42e du Tour des Flandres, puis prend les quatrième et deuxième places de la Flèche wallonne et du Tour de Berne. Elle passe alors à la deuxième place de la coupe du monde, derrière Nicole Cooke. Elle est toujours troisième fin mai après une onzième place au Gran Premio Castilla y Leon et un abandon à Montréal. Elle gagne entretemps une étape du Tour de l'Aude. Elle est aussi vainqueur d'étape au Tour d'Italie. Les manches de coupe du monde reprennent fin juillet : Wood est onzième de l'Open de Suède Vargarda et, avec Nürnberger Versicherung, quatrième de l'Heure d'or, un contre-la-montre par équipes. Le mois suivant, elle obtient sa dernière victoire de l'année au Sparkassen Giro. 62e à Plouay, 49e à Rotterdam et 45e à Nuremberg, elle termine à la sixième place de la Coupe du monde. En septembre, elle est sixième du championnat du monde sur route, à Salzbourg, après avoir lancé le sprint à 150 mètres de l'arrivée. À la fin de cette année, elle est neuvième du classement UCI.
Au début de l'année suivante, Oenone Wood explique avoir été affectée durant cette saison 2006 par l'accident subi par l'équipe de l'AIS au Tour de Thuringe 2005, et qui a causé la mort d'Amy Gillett : « il m'a été difficile de me motiver à courir de nouveau après avoir perdu Amy. C'était en 2005, mais je pense que cela m'a probablement plus affecté en 2006. J'ai lutté avec cela pendant une grande partie de la saison, et vers la fin de l'année je pense que je m'en suis échappée et ai finalement commencé à vouloir courir à nouveau. »

### Dernières saisons

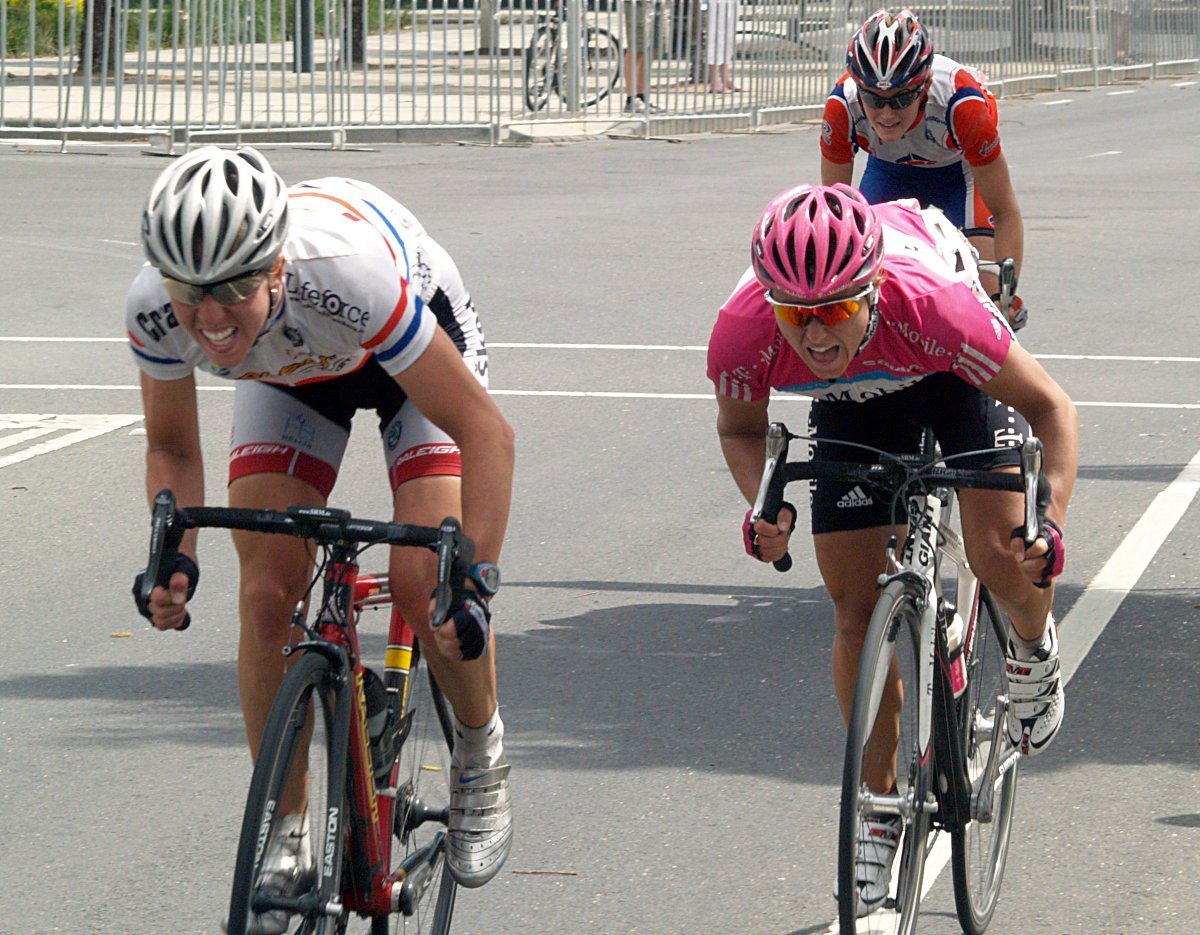
Nicole Cooke et Oenone Wood à l'arrivée de la Geelong World Cup

En 2007, Oenone Wood est recrutée pour deux ans par l'équipe T-Mobile. Elle y est accompagnée par Kate Bates et Anke Wichmann, et y retrouve Judith Arndt. Elle est, avec cette dernière et Ina-Yoko Teutenberg, une des leaders de cette équipe.
En début de saison, elle se classe cinquième du Geelong Tour et deuxième de la Geelong World Cup, derrière Nicole Cooke. Elle remporte deux étapes du Tour de Nouvelle-Zélande, tandis que sa coéquipière Judith Arndt s'impose au classement général. Wood ne marque aucun point lors des trois courses de coupe du monde disputées en avril, puis se classe troisième du Tour de Berne, en mai, ce qui l'amène à la troisième place de la coupe du monde. En juin, elle est sixième de la manche de Montréal puis remporte deux étapes et le classement général du Tour du Grand Montréal. Elle est toujours troisième de la coupe du monde après son abandon à l'Open de Suède Vårgårda, dû à une chute,. En septembre, elle est quatrième du Grand Prix de Plouay et 32e du Tour de Nuremberg. Elle finit à la cinquième place de la Coupe du monde, tandis que sa coéquipière Ina-Yoko Teutenberg est troisième, derrière Marianne Vos et Nicole Cooke. Fin septembre, elle participe aux championnats du monde sur route à Stuttgart. Elle y est 21e du contre-la-montre et septième de la course en ligne.

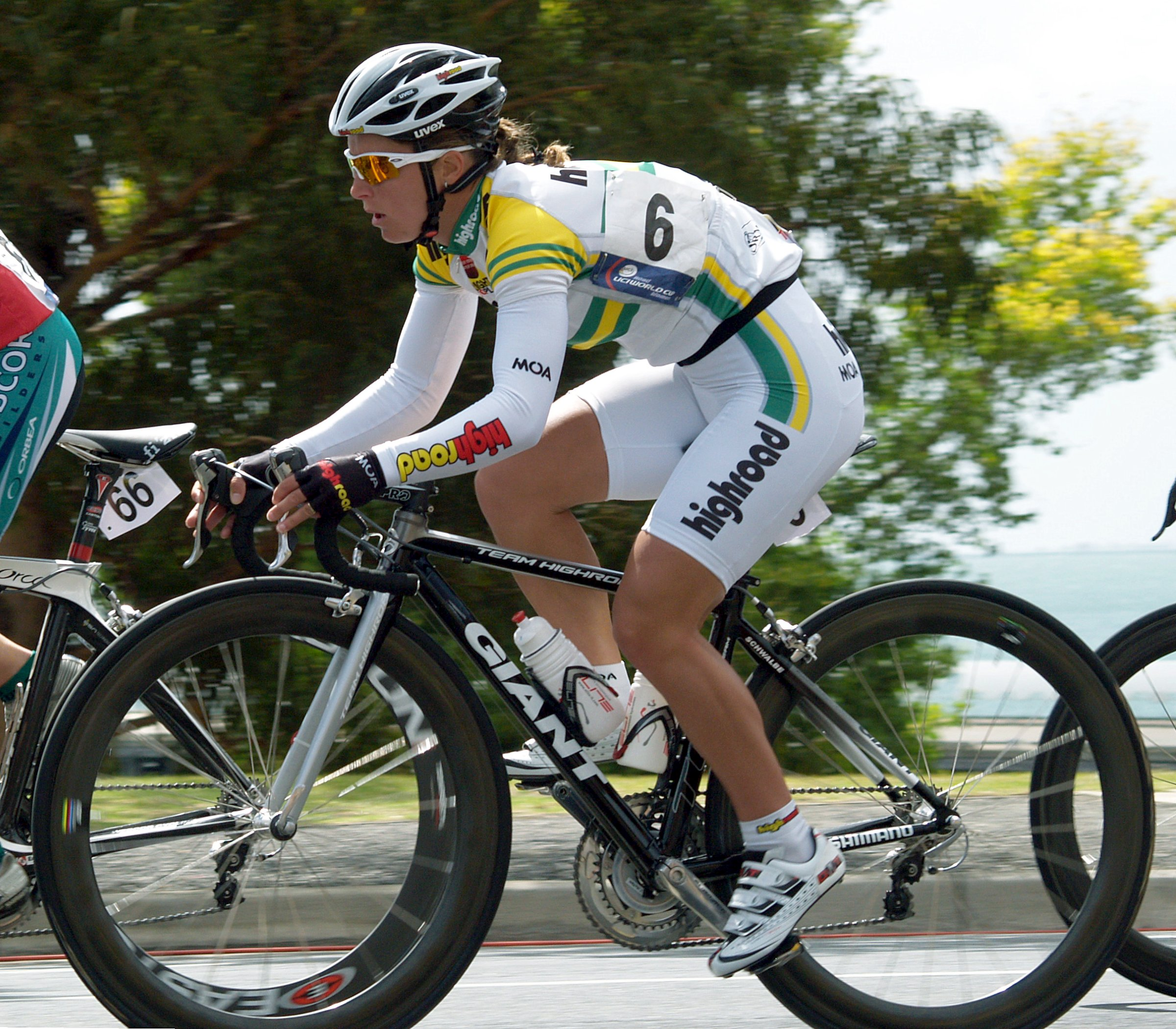
Oenone Wood vêtue du maillot de championne d'Autralie, lors de la Geelong World Cup 2008

En 2008, à la suite du retrait du sponsor T-Mobile, l'équipe porte provisoirement le nom High Road. En juin, elle prend celui de son nouveau sponsor, l'équipementier sportif Columbia. En janvier 2008, Oenone Wood remporte le championnat national sur route. Elle porte donc les couleurs de l'Australie durant sa dernière saison. Elle est ensuite quatrième du Geelong Tour, dont elle gagne une étape, et deuxième du Tour de Nouvelle-Zélande, dont elle gagne deux étapes. Au printemps, elle est notamment cinquième du Trofeo Alfredo Binda-Comune di Cittiglio et quatrième du Tour des Flandres, où elle aide Judith Arndt à gagner. En juin, elle est troisième du Tour du Grand Montréal. Ses résultats dans la deuxième moitié de la saison ne sont pas aussi bons qu'espéré. Aux Jeux olympiques de Pékin, elle est 29e de la course en ligne et 22e du contre-la-montre. Elle se classe 63e de sa dernière course, le championnat du monde, à Varèse. Bien qu'elle ait obtenu de moins bons résultats personnels durant cette année que lors des précédentes, Oenone Wood se dit satisfaite d'avoir pris part aux nombreux succès de son équipe. Judith Arndt remporte la Coupe du monde, Ina-Yoko Teutenberg a gagné 21 courses et l'équipe Columbia est première au classement par équipes de la coupe du monde et au classement UCI par équipes.
Elle arrête sa carrière de cycliste professionnelle et retourne en Australie pour reprendre son métier d'ingénieur électricienne et se rapprocher de sa famille.

## Palmarès
- 2003
  - 18e au classement UCI
  - Grand Prix Cavrie (Ita)
  - 3e de la Flèche wallonne (Cdm)
  - 6e de la Primavera Rosa (Cdm)
- 2004
  - Coupe du monde de cyclisme sur route féminine
  - Jacob's Creek Tour Down Under
  - Geelong World Cup (Cdm)
  - 1re étape du Tour d'Italie
  - Meilleure sprinteuse du Tour d'Italie
  - Geelong Tour
    - Classement général
    - 2e étape

  - Giro Frazioni / Trofeo Citta di Rosignano
  - Trofeo Museo Alfredo Binda
  - Souvenir Magali Pache
  - 2e du Gran Premio Castilla y León (Cdm)
  - 3e de la Primavera Rosa (Cdm)
  - 3e du Grand Prix de Plouay (Cdm)
  - 3e du Tour de Nuremberg (Cdm)
  - 5e du Lowland International Rotterdam Tour (Cdm)
  - 6e de la Flèche wallonne (Cdm)
  - 8e du Tour des Flandres (Cdm)
- 2005
  - Coupe du monde de cyclisme sur route féminine
  - 1re 3ea et 6e étapes du Tour de l'Aude
  -  Championne d'Australie du contre-la-montre
  - Geelong Tour
    - Classement général
    - 2e et 4e étapes

  - Tour du Grand Montréal
  - 3e du Grand Prix international de Dottignies
  - 2e du Geelong World Cup (Cdm)
  - 2e de la Flèche wallonne (Cdm)
  - 2e de La Coupe du Monde Cycliste Féminine de Montréal (Cdm)
  - 3e de la Primavera Rosa (Cdm)
  - 3e du Tour de Berne
  - 3e du GP of Wales (Cdm)
  - 3e du Tour de Nuremberg (Cdm)
  - 5e du Gran Premio Castilla y León (Cdm)
  - 6e du Grand Prix de Plouay (Cdm)
- 2006
  - Geelong Tour
  - Grand Prix international de Dottignies
  - 7e étape du Tour de l'Aude
  - 8e étape du Tour d'Italie
  - Sparkassen Giro
  - 2e de la New Zealand World Cup (Cdm)
  - 2e du Tour de Berne (Cdm)
  - 4e de la Flèche wallonne (Cdm)
  - 4e de l'Heure d'or (contre-la-montre par équipe, Cdm)
- 2007
  - Tour du Grand Montréal
    - Classement général
    - 4e et 5e étapes

  - 2e de la Geelong World Cup (Cdm)
  - 3e du Tour de Berne (Cdm)
  - 4e du Grand Prix de Plouay (Cdm)
  - 6e de La Coupe du Monde Cycliste Féminine de Montréal (Cdm)
- 2008
  -  Championne d'Australie sur route
  - 2e du Tour de Nouvelle-Zélande
  - 3e du Tour du Grand Montréal
  - 4e du Tour des Flandres (Cdm)
  - 5e du Trofeo Alfredo Binda-Comune di Cittiglio (Cdm)

### Grands tours

#### Tour de l'Aude
- 2005 : 34e, vainqueur des 1re, 3a et 6e étapes. Porteuse du maillot de leader durant l'étape 2 et 3a. Vainqueur du classement par points[51].
- 2006 : 29e, vainqueur de l'étape 5a.

#### Tour d'Italie
- 2004 : vainqueur de la 1re étape et du classement par points[52].
- 2005 : 52e.
- 2006 : 34e, vainqueur de la 8e étape.
- 2007 : 58e.
- 2008 : 32e.

## Classements mondiaux
| Année                                 | 2002 | 2003 | 2004 | 2005 | 2006 | 2007 | 2008 |
| ------------------------------------- | ---- | ---- | ---- | ---- | ---- | ---- | ---- |
| Classement UCI                        | 239e | 18e  | 3e   | 1re  | 9e   | 8e   | 23e  |
| Coupe du monde                        | nc   | 16e  | 1re  | 1re  | 6e   | 5e   | nc   |
|                                       |      |      |      |      |      |      |      |
| Légende : nc = non classéSource : UCI |      |      |      |      |      |      |      |

## Distinctions
- Cycliste sur route australienne de l'année en 2005, 2006 et 2007[53]
- Temple de la renommée du cyclisme en Australie